# 泰勒-库埃特流

泰勒-库埃特系统的组成

在流体力学中，泰勒-库埃特流由夹在两个旋转圆柱之间缝隙中的粘性流体组成。当角速度较低时，通过测量雷诺数Re，可知这种流动具有稳定性和方位性。这种基本状态被称作环状库埃特流，是因为莫里斯・库埃特曾用这套实验装置测量粘度。杰弗里·英格拉姆·泰勒爵士在一篇破天荒的论文中研究了库埃特流的稳定性，并成为了水力稳定理论发展的奠基石。
泰勒发现，当内筒角速度增大并超过某一临界值时 库埃特流失稳并进入第二稳态——其特点是出现轴对称的环形涡，叫做泰勒涡流。接着增加筒的角速度，系统会经历一个不稳定过程，进入更加混乱的状态，它的下一个状态过程叫做波状涡流。如果两个筒以相反方向旋转，那么螺旋涡流会出现。当雷诺数超过一定数值时就会出现紊流。
环状库埃特流应用广泛，包括从脱盐到磁流体动力学以及粘度分析。再进一步，如果两个旋转圆筒的环状空隙间流动的液体有压力梯度存在，那么就形成了泰勒-迪安流。  长期以来，人们对不同的流动环境分门别类，包括扭曲泰勒涡，波状出流边界，等等。这种流体在流体力学中受到了详尽的研究和记录。

## 泰勒涡

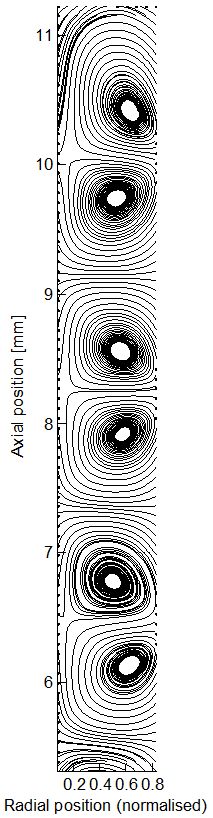
流线表示出了在垂直径向平面中的泰勒-库埃特涡，此时Re=950

泰勒涡（同样由杰弗里·英格拉姆·泰勒爵士命名），是当流体的泰勒数 ({\displaystyle \mathrm {Ta} })超过某一临界值{\displaystyle \mathrm {Ta_{c}} }时，在旋转的泰勒-库埃特流中形成的涡。
对于满足
{\displaystyle \mathrm {Ta} <\mathrm {Ta_{c}} ,}
的流体，
流动中的不稳定性不会出现，也就是说，对流体的扰动受到了粘性力的抑制，流动是稳定的。但是，一旦{\displaystyle \mathrm {Ta} }超过了{\displaystyle \mathrm {Ta_{c}} }，轴对称的不稳定性就会出现。这些不稳定性的天性是交换稳态（而不是一个过稳态），其结果不是紊流，而是在流体中螺旋涡出现的地方，显现出一个稳定二次流图案，一个堆在另一个的顶部。这些就是泰勒涡。尽管当{\displaystyle \mathrm {Ta} >\mathrm {Ta_{c}} }时，原始流动的流体动力学是不稳定的，然而有泰勒涡出现的，被称作泰勒-库埃特流的新流动，在流动达到一个较大雷诺数之前，实际上是稳定的，一旦达到，流动就会转变成不稳定的“波状涡流”，很可能标志着非轴对称不稳定性的出现。   
旋转库埃特流在几何上由这两个参数来描述
{\displaystyle \mu =\Omega _{2}/\Omega _{1}}
以及
{\displaystyle \eta =R_{1}/R_{2}}
这里下标“1”代表内筒，“2”代表外筒。理想化的数学问题的提出方法是，选择 {\displaystyle \mu }，{\displaystyle \eta }和{\displaystyle \mathrm {Ta} }的特殊值。对于下面给出的{\displaystyle \eta \rightarrow 1}和{\displaystyle \mu \rightarrow 1}值，临界泰勒数是{\displaystyle \mathrm {Ta_{c}} \simeq 1708}。

## 流态
泰勒-库埃特流的一个重要意义在于，那些最终导致了紊流产生的流态变化。我们希望通过对这些系统的研究，以加深对向紊流转变过程的理解。
在重复实验中发现了许多流态，因此得到了一个标准命名惯例。 举个例子:
- TVF - Taylor vortex flow泰勒涡流
- WVF - wavy vortex flow波状涡流
- MWV - modulated wavy vortices调制波状涡
- TTV - turbulent Taylor vortices紊流泰勒涡
- TUR - featureless turbulent flow无特征紊流

还有很多其他流态. 在这里，"波状"表示流动在角方向上的行进变化。 流态的整个图景还并不完整；实验有时会指引我们解释某一个感兴趣的流态，但是仍有理解上的差距。举例来说，一个叫做“软紊流”的有潜在意义的流态已经被发现了。
泰勒-库埃特实验可能包括另外的系统特性，比如说一个强制的轴流，脉动流等等，被设计用来更好地理解某些转变过程。

## 戈勒布-斯维尼环形库埃特实验
在1975年，J·P·戈勒布和H·L·斯维尼发表了一篇论文，关于在旋转流体中紊流的产生。在泰勒-库埃特流系统中，他们观察到，当转速增加时，流层分布变成了一堆“流体炸圈饼”。转速继续增加时，炸圈饼动摇、扭转，最终变成紊流。 他们的研究帮助建立了紊流中的吕埃勒-塔肯斯情况。

## 延伸阅读
- Chossat, P.; Iooss, G. . Applied Mathematical Sciences 102. Springer. 1992. ISBN 978-0387941547. doi:10.1007/978-1-4612-4300-7.
- Koschmieder, E. L. . Cambridge University Press. 1993. ISBN 0-521-40204-2.